# District line
La District line (en français : « ligne district ») est une ligne du métro de Londres. Inaugurée en 1868, elle est empruntée par 226 millions d'usagers annuellement. Elle figure en vert sur le plan du métro de Londres. Contrairement aux autres lignes du métro londonien, celle-ci est en grande partie à l'air libre. Les différentes branches qui la composent se rejoignent à la station Earl's Court.
Actuellement, la ligne est équipée du matériel S7 Stock, qui remplace progressivement les rames D78 Stock, dont la dernière est radiée en 2017. La District line offre aux voyageurs la possibilité unique de voir la Tamise par une rame du métro, du fait qu'elle est la seule ligne du métro londonien qui traverse le fleuve par un pont ferroviaire, sur la branche de Richmond à Kew et sur la branche de Wimbledon à Fulham.

## Stations
Branche de Richmond
- Richmond
- Kew Gardens
- Gunnersbury

Note: Les trains de la District line partagent les voies de l'Overground (réseau banlieue de Transport for London) sur le plupart de cette branche
Branche de Ealing
- Ealing Broadway
- Ealing Common
- Acton Town
- Chiswick Park

Les branches de Ealing et de Richmond se rejoignent à l'ouest de Turnham Green
- Turnham Green
- Stamford Brook
- Ravenscourt Park
- Hammersmith
- Barons Court
- West Kensington

Branche de Wimbledon
- Wimbledon
- Wimbledon Park
- Southfields
- East Putney
- Putney Bridge
- Parsons Green
- Fulham Broadway
- West Brompton

Celle-ci rejoint le tronçon principal à l'ouest de Earl's Court
Branche de Kensington Olympia

Celle-ci commence à partir de Earl's Court
- Kensington Olympia

Tronçon principal
- Earl's Court
- Gloucester Road
- South Kensington
- Sloane Square
- Victoria
- St. James's Park
- Westminster
- Embankment
- Temple
- Blackfriars
- Mansion House
- Cannon Street
- Monument
- Tower Hill
- Aldgate East
- Whitechapel
- Stepney Green
- Mile End
- Bow Road
- Bromley-by-Bow
- West Ham
- Plaistow
- Upton Park
- East Ham
- Barking
- Upney
- Becontree
- Dagenham Heathway
- Dagenham East
- Elm Park
- Hornchurch
- Upminster Bridge
- Upminster

Branche de Edgware Road

Celle-ci commence à partir de Earl's Court
- High Street Kensington
- Notting Hill Gate
- Bayswater
- Paddington
- Edgware Road

### Stations fermées
- Hounslow Town, ouverte le 1er mai 1883, remplacée par Hounslow East le 2 mai 1909
- Mark Lane, branche principale, ouverte en 1884, remplacée par Tower Hill le 4 février 1967
- South Acton, branche de Ealing, ouverte en 1880, fermée le 28 février 1959
- St. Mary's, branche principale, ouverte le 3 mars 1884, fermée le 30 avril 1938
- Tower of London, branche principale, ouverte en 1882, fermée en 1884

### Stations ayant changé de nom
- Bromley est devenue Bromley-by-Bow en 1967
- Walham Green est devenue Fulham Broadway en 1952

## Schéma de desserte
Le schéma de desserte hors heures de pointe est le suivant sur la District line (fréquences plus élevées aux heures de pointe) :
- 6 trains par heure entre Ealing Broadway et Tower Hill,
- 6 trains par heure entre Richmond et Upminster,
- 6 trains par heure entre Wimbledon et Upminster,
- 6 trains par heure entre Wimbledon et Edgware Road,
- 3 trains par heure entre Kensington (Olympia) et High Street Kensington.

Ce qui fait un total de 18 trains par heure entre Earl's Court et Tower Hill.